# Ananda Apple
Ananda Lima Lairihoy, conhecida como Ananda Apple, (Porto Alegre, 1 de outubro de 1961) é uma jornalista, radialista, repórter e apresentadora de televisão brasileira.

## Biografia
De ascendência basca, Ananda formou-se em 1982 pela Universidade Federal do Rio Grande do Sul e começou a carreira apresentando um programa de rádio sobre os Beatles na RBS. Nos anos 80, foi apresentadora do Clubinho Gaúcha Zero Hora, um programa infantil apresentado na RBS TV. Atua em todas as áreas de reportagem, mas especializou-se em assuntos ligados à natureza, ecologia e paisagismo. É repórter da TV Globo São Paulo. Apresenta a coluna Quadro Verde desde 1998 nos telejornais Bom Dia São Paulo e SPTV e também a coluna Cozinha Popular no SPTV, com destaque na área de nutrição e economia doméstica. O "Apple" é, na verdade, um nome artístico em homenagem à gravadora Apple Records, usado desde 1970, uma vez que tornou-se especialista na história dos Beatles desde adolescente. Seu primeiro trabalho profissional foi o programa Liverpool, na Rádio Continental, em Porto Alegre, seguido de Tempo Beatle, na Atlântida FM, do grupo RBS.

## Prêmios e indicações
| Ano  | Prêmio                           | Categoria       | Resultado |
| ---- | -------------------------------- | --------------- | --------- |
| 2015 | Troféu Observatório da Televisão | Melhor Repórter | Indicada  |